# Fear 3
Fear 3 (Eigenschreibweise F.E.A.R. 3, Alternativschreibweise: F.3.A.R.) ist ein Videospiel und der Nachfolger zu Fear 2: Project Origin von 2009. Der Ego-Shooter wurde am 24. Juni 2011 von Warner Bros. Interactive Entertainment für Windows, Xbox 360 und PlayStation 3 auf den Markt gebracht. Der Abschluss der Trilogie um die First Encounter Assault Recon (F.E.A.R.) wurde nicht mehr von Monolith Productions, sondern von Day1 Studios entwickelt.

## Handlung
Die Handlung setzt acht Monate nach den Ereignissen des Vorgängers ein. Der bisherige Antagonist Paxton Fettel befreit den Point Man, den Spielercharakter des ersten Teils und Bruder Fettels, der von den Sicherheitskräften der Armacham Corporation für Befragungen in einem zentralamerikanischen Irrenhaus festgesetzt wurde. Die beiden stoßen zum F.E.A.R.-Agenten Jin Sun-Kwon vor und erhalten neue Informationen über Alma Wade. Gemeinsam versuchen die Brüder die vollständige Geschichte hinter der Erschaffung von Alma durch Armacham aufzudecken. Der Spieler übernimmt im Spiel dafür wahlweise die Steuerung des Point Man oder Fettels.

## Entwicklung
Im April 2010 kündigte Warner Bros. den dritten Teil der F.E.A.R.-Reihe an. Der Ego-Shooter wurde nicht mehr von der Warner-Tochter Monolith Productions entwickelt, sondern von Day 1 Studios, die bereits an der Konsolenportierung von F.E.A.R. gearbeitet hatten. Es wurde bekannt, dass der Filmregisseur John Carpenter und der Comicautor Steve Niles als Berater an dem Projekt beteiligt seien.

## Rezeption
F.E.A.R. 3 wurde überwiegend wohlwollend bewertet, konnte jedoch nicht an die positiven Wertungen der beiden Vorgänger anknüpfen. Gelobt wurden von der Fachpresse in erster Linie die Gegner-KI und die anspruchsvollen Gefechte. Kritisiert wurden die fehlende manuelle Speicherfunktion, die nicht mehr taufrische Grafik, der geringe Gruselfaktor und das „suboptimale“ Deckungssystem. Die GameStar vergab 70 % und urteilte als Fazit: „Gruselfreies, aber solides Schießmichtot.“. Die PC Games bewertete den Shooter mit 76 % und kritisierte u. a. die angestaubte Grafik und die Handlung. 4Players bewertete die Xbox-, PS3- und Windows-Version mit jeweils 73 %. Die Computer Bild Spiele stufte alle drei Versionen als gut ein, bemängelte aber die Grafik und geringe Waffenauswahl. Gelobt wurde der Koop-Modus und die Gegner-KI. Gamona vergab lediglich 68 % und betitelte den dritten Teil als schlechtesten der Reihe. Das deutsche Online-Magazin Xboxdynastie.de vergab 8,5 von 10 Punkten für die Xbox-360-Fassung, die Schweizer Website GBase.ch vergab 7,5 von 10 Punkten für die Windows- und Xbox-360-Fassung.